# Lyudmila Karachkina
Lyudmila Karachkina   (Rostov del Don, 3 de setembre de 1948) (en ucraïnès, Людмила Георгіївна Карачкіна) és una astrònoma ucraïnesa i descobridora de planetes menors.

## Carrera professional
El 1978 va començar a treballar com a astrònoma de l'Institut d'Astronomia Teòrica de Leningrad. La seva investigació a l'Observatori Astrofísic de Crimea (CrAO) es va centrar llavors en l'astrometria i la fotometria de planetes menors.
El Minor Planet Center (MPC) li atribueix el descobriment de 130 planetes menors, incloent l'asteroide Amor 5324 Lyapunov i l'asteroide troià 3063 Makhaon.
El 2004 va rebre un doctorat en astronomia per la Universitat d'Odessa.

## Vida personal
Lyudmila Karachkina té dues filles, Maria i Renata.

## Premis i honors
L'asteroide del cinturó principal interior 8019 Karachkina, descobert pels astrònoms alemanys Lutz D. Schmadel i Freimut Börngen a Tautenburg el 14 d'octubre de 1990, va rebre el seu nom (M.P.C. 35489).
El 23 de novembre de 1999, el planeta menor 8089 Yukar va rebre el nom del seu marit, Yurij Vasil'evicht Karachkin (n. 1940), professor de física a l'escola de CrAO.(M.P.C. 36946).

## Llista de planetes menors descoberts
| 2892 Filipenko   | 13 de gener de 1983    | MPC     |
| 3063 Makhaon     | 4 d'agost de 1983      | MPC     |
| 3067 Akhmatova   | 14 d'octubre de 1982   | MPC [1] |
| 3068 Khanina     | 23 de desembre de 1982 | MPC     |
| 3215 Lapko       | 23 de gener de 1980    | MPC     |
| 3286 Anatoliya   | 23 de gener de 1980    | MPC     |
| 3345 Tarkovskij  | 23 de desembre de 1982 | MPC     |
| 3437 Kapitsa     | 20 d'octubre de 1982   | MPC     |
| 3453 Dostoevsky  | 27 de setembre de 1981 | MPC     |
| 3469 Bulgakov    | 21 d'octubre de 1982   | MPC     |
| 3508 Pasternak   | 21 de febrer de 1980   | MPC     |
| 3511 Tsvetaeva   | 14 d'octubre de 1982   | MPC [1] |
| 3516 Rusheva     | 21 d'octubre de 1982   | MPC     |
| 3620 Platonov    | 7 de setembre de 1981  | MPC     |
| 3623 Chaplin     | 4 d'octubre de 1981    | MPC     |
| 3624 Mironov     | 14 d'octubre de 1982   | MPC [1] |
| 3668 Ilfpetrov   | 21 d'octubre de 1982   | MPC     |
| 3669 Vertinskij  | 21 d'octubre de 1982   | MPC     |
| 3675 Kemstach    | 23 de desembre de 1982 | MPC     |
| 3750 Ilizarov    | 14 d'octubre de 1982   | MPC     |
| 3772 Piaf        | 21 d'octubre de 1982   | MPC     |
| 3946 Shor        | 5 de març de 1983      | MPC     |
| 3982 Kastelʹ     | 2 de maig de 1984      | MPC     |
| 4017 Disneya     | 21 de febrer de 1980   | MPC     |
| 4071 Rostovdon   | 7 de setembre de 1981  | MPC     |
| 4075 Sviridov    | 14 d'octubre de 1982   | MPC     |
| 4080 Galinskij   | 4 d'agost de 1983      | MPC     |
| 4258 Ryazanov    | 1 de setembre de 1987  | MPC     |
| 4475 Voitkevich  | 20 d'octubre de 1982   | MPC     |
| 4483 Petofi      | 9 de setembre de 1986  | MPC     |
| 4556 Gumilyov    | 27 d'agost de 1987     | MPC     |
| 4625 Shchedrin   | 20 d'octubre de 1982   | MPC     |
| 4626 Plisetskaya | 23 de desembre de 1984 | MPC     |
| 4741 Leskov      | 10 de novembre de 1985 | MPC     |
| 4785 Petrov      | 17 de desembre de 1984 | MPC     |
| 4861 Nemirovskij | 27 d'agost de 1987     | MPC     |
| 4928 Vermeer     | 21 d'octubre de 1982   | MPC     |
| 4940 Polenov     | 18 d'agost de 1986     | MPC     |
| 4996 Veisberg    | 11 d'agost de 1986     | MPC     |
| 4997 Ksana       | 6 d'octubre de 1986    | MPC     |
| 5021 Krylania    | 13 de novembre de 1982 | MPC     |
| 5093 Svirelia    | 14 d'octubre de 1982   | MPC     |
| 5094 Seryozha    | 20 d'octubre de 1982   | MPC     |
| 5199 Dortmund    | 7 de setembre de 1981  | MPC     |
| 5234 Sechenov    | 4 de novembre de 1989  | MPC     |
| 5247 Krylov      | 20 d'octubre de 1982   | MPC     |
| 5316 Filatov     | 21 d'octubre de 1982   | MPC     |
| 5324 Lyapunov    | 22 de setembre de 1987 | MPC     |
| 5421 Ulanova     | 14 d'octubre de 1982   | MPC [1] |
| 5422 Hodgkin     | 23 de desembre de 1982 | MPC     |

| 5465 Chumakov        | 9 de setembre de 1986  | MPC     |
| 5615 Iskander        | 4 d'agost de 1983      | MPC     |
| 5666 Rabelais        | 14 d'octubre de 1982   | MPC     |
| 5676 Voltaire        | 9 de setembre de 1986  | MPC     |
| 5717 Damir           | 20 d'octubre de 1982   | MPC     |
| 5759 Zoshchenko      | 22 de gener de 1980    | MPC     |
| 5808 Babelʹ          | 27 d'agost de 1987     | MPC     |
| 5896 Narrenschiff    | 12 de novembre de 1982 | MPC     |
| 5902 Talima          | 27 d'agost de 1987     | MPC     |
| 5941 Valencia        | 20 d'octubre de 1982   | MPC     |
| 5944 Utesov          | 2 de maig de 1984      | MPC     |
| 6032 Nobel           | 4 d'agost de 1983      | MPC     |
| 6172 Prokofeana      | 14 d'octubre de 1982   | MPC     |
| 6592 Goya            | 3 d'octubre de 1986    | MPC     |
| 6763 Kochiny         | 7 de setembre de 1981  | MPC     |
| 6766 Kharms          | 20 d'octubre de 1982   | MPC     |
| 6767 Shirvindt       | 6 de gener de 1983     | MPC     |
| 6821 Ranevskaya      | 29 de setembre de 1986 | MPC     |
| 7109 Heine           | 1 de setembre de 1983  | MPC     |
| 7113 Ostapbender     | 29 de setembre de 1986 | MPC     |
| 7223 Dolgorukij      | 14 d'octubre de 1982   | MPC [1] |
| 7558 Yurlov          | 14 d'octubre de 1982   | MPC     |
| 7581 Yudovich        | 14 de novembre de 1990 | MPC     |
| 7632 Stanislav       | 20 d'octubre de 1982   | MPC     |
| 7633 Volodymyr       | 21 d'octubre de 1982   | MPC     |
| 7741 Fedoseev        | 1 de setembre de 1983  | MPC     |
| 7995 Khvorostovsky   | 4 d'agost de 1983      | MPC     |
| 7996 Vedernikov      | 1 de setembre 1983     | MPC     |
| 8142 Zolotov         | 20 d'octubre de 1982   | MPC     |
| 8332 Ivantsvetaev    | 14 d'octubre de 1982   | MPC [1] |
| 8811 Waltherschmadel | 20 d'octubre de 1982   | MPC     |
| 8812 Kravtsov        | 20 d'octubre de 1982   | MPC     |
| 8816 Gamow           | 17 de desembre de 1984 | MPC     |
| 8822 Shuryanka       | 1 de setembre de 1987  | MPC     |
| 9005 Sidorova        | 20 d'octubre de 1982   | MPC     |
| 9006 Voytkevych      | 21 d'octubre de 1982   | MPC     |
| 9532 Abramenko       | 7 de setembre de 1981  | MPC     |
| 9539 Prishvin        | 21 d'octubre de 1982   | MPC     |
| 9540 Mikhalkov       | 21 d'octubre de 1982   | MPC     |
| 9737 Dudarova        | 29 de setembre de 1986 | MPC     |
| 9834 Kirsanov        | 14 d'octubre de 1982   | MPC     |
| 9927 Tyutchev        | 3 d'octubre de 1981    | MPC     |
| 10012 Tmutarakania   | 3 de setembre de 1978  | MPC [2] |
| 10031 Vladarnolda    | 7 de setembre de 1981  | MPC     |
| 10049 Vorovich       | 3 d'octubre de 1986    | MPC     |
| 10090 Sikorsky       | 13 d'octubre de 1990   | MPC [3] |
| 10287 Smale          | 21 d'octubre de 1982   | MPC     |
| 10324 Vladimirov     | 14 de novembre de 1990 | MPC     |
| 10712 Malashchuk     | 20 d'octubre de 1982   | MPC     |
| 10713 Limorenko      | 22 d'octubre de 1982   | MPC     |

| 10721 Tuterov | 17 d'agost de 1986     | MPC     |
| 11269 Knyr | 26 d'agost de 1987     | MPC     |
| 11796 Nirenberg | 21 de febrer de 1980   | MPC     |
| 12214 Miroshnikov | 7 de setembre de 1981  | MPC     |
| 12220 Semenchur | 20 d'octubre de 1982   | MPC     |
| 12235 Imranakperov | 9 de setembre de 1986  | MPC     |
| 12686 Bezuglyj | 3 d'octubre de 1986    | MPC     |
| 13488 Savanov | 14 d'octubre de 1982   | MPC     |
| 13489 Dmitrienko | 20 d'octubre de 1982   | MPC     |
| 13492 Vitalijzakharov | 27 de desembre de 1984 | MPC     |
| 14814 Gurij | 7 de setembre de 1981  | MPC     |
| 14818 Mindeli | 21 d'octubre de 1982   | MPC     |
| 14829 Povalyaeva | 3 d'octubre de 1986    | MPC     |
| 15691 Maslov | 14 d'octubre de 1982   | MPC     |
| 18334 Drozdov | 2 de setembre de 1987  | MPC     |
| 19119 Dimpna | 27 de setembre de 1981 | MPC     |
| 19120 Doronina | 6 d'agost de 1983      | MPC     |
| 19127 Olegefremov | 26 d'agost de 1987     | MPC     |
| 19952 Ashkinazi | 20 d'octubre de 1982   | MPC     |
| 19994 Tresini | 13 d'octubre de 1990   | MPC [3] |
| 24639 Mukhametdinov | 20 d'octubre de 1982   | MPC     |
| 24641 Enver | 1 de setembre de 1983  | MPC     |
| 26087 Zhuravleva | 21 d'octubre de 1982   | MPC     |
| 29122 Vasadze | 24 de desembre de 1982 | MPC     |
| 29125 Kyivphysfak | 17 de desembre de 1984 | MPC     |
| 32770 Starchik | 23 de desembre de 1984 | MPC     |
| 42478 Inozemtseva | 7 de setembre de 1981  | MPC     |
| 43752 Maryosipova | 20 d'octubre de 1982   | MPC     |
| 65658 Gurnikovskaya | 20 d'octubre de 1982   | MPC     |
| 69261 Philaret | 23 de desembre de 1982 | MPC     |
| - 1 descobriment junt amb L. V. Zhuravleva - 2 descobriment junt amb Nikolai Chernykh - 3 descobriment junt amb G. R. Kastelʹ |                        |         |